# Бої за станцію Лозова (1917)
Бої за станцію Лозова (1917) — оборонні бої частин Вільного козацтва і Армії УНР 13 (26) — 16 (29) грудня 1917 року біля станції Лозова. В ході бою між військовиками УНР та більшовиками залізнична станція була захоплена і для більшовиків відкрилась дорога далі вглиб країни.

## Історія

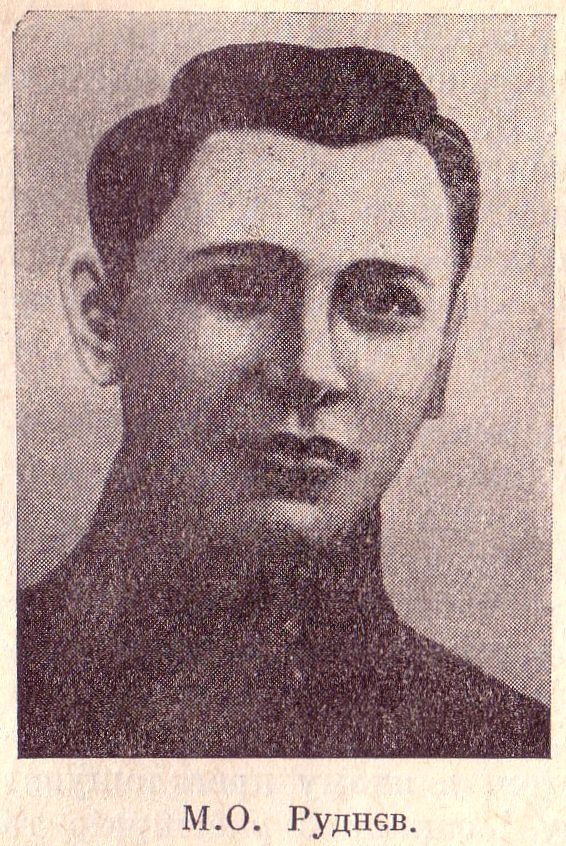
Руднєв Микола командував червоноармійцями під час боїв за станцію Лозова.

На початку Першої радянсько-української війни на станції Лозова знаходився нечисленний загін 3-го Катеринославського Гайдамацького куреня. Станція у цей час була забита ешелонами, що належали генералу Каледіну, який очолював на той час рух проти більшовиків на Дону, і перебував ніби союзником УНР у боротьбі з більшовиками.. Також надалі в боях за станцію Лозова брали бійці 623-го Козенецького полку.
Зі становищем був обізнаний Антонов-Овсієнко, який доручив М. Руднєву на чолі об'єднаного загону з бійців 30-го піхотного запасного полку і червоноармійців харківських заводів загальною чисельністю 700 бійців зайняти станцію Лозова. У розпорядженні червоноармійців був бронепотяг з гарматою і двома кулеметами.
Зведений загін більшовиків під проводом М. Руднєва просувався на південь і здобув Лихачове, Краснопавлівку, а вранці 14 (25) грудня — Панютине. Тут до більшовиків приєдналися місцеві «червоногвардійці», а до Лозової, яку з околиць Панютиного видно з бінокля, було вислано розвідку.
13 грудня Руднєв зі своїм загоном виїхав з Харкова в напрямку Лозової. Учасник цієї операції так згадує зустріч з гайдамаками:
Не доїжджаючи до Лихачового, нам повідомили що Лихачове зайнято. Взявши один кулемет, 15 чол. червоногвардійців і паротяг від товарного вагону, ми вирушили на Лихачове за умови, що за нами йтиме наш ешалон-підкріплення. Не встигли ми під'їхати на нашому паротязі до семафору разом з високо піднятим червоним прапором, як помітили неквапне повантаження до вагонів противника і, відкривши по ним кулеметний вогонь, при піднятих парах ми рушили з 30-верстною швидкістю вперед, але гайдамаки не дрімали, а схопилися швидше за нас, так що Лихачове зайняли без бою. Але невдовзі підійшов ешелон, виділивши 40 чол. до містечка Лихачове для знищення противника, який, як нам повідомили, знаходився там, а також дістати в економії продуктів, а через три години рушили на Краснопавлівку, де гайдамаків не виявилося.
Лише ушкодження залізниці змусило ешелон зупинитися для ремонту колії.
Бій розпочався з гарматного обстрілу станції. Під прикриттям артилерійського вогню більшовики підійшли до Лозової. Після короткого бою більшовики захопили станцію та селище. Українське військо відступило у напрямку Павлограду. Однак вночі бійці 623-го Козенецького полку раптово атакували більшовиків. Розпочався запеклий бій. Рушнично-кулеметним вогнем вояки Центральної ради вибили ворога з Лозової і той почав відступати до села Хлібного — околиці Панютиного. Очевидно після того, як Лозову зайняла сотня 623-го полку, відповідальність за оборону станції лягла на командувача КВО Шинкаря М. Л.
Вранці 16 грудня загін харківських червоногвардійців силою близько 280 багнетів без бою здобули Лихачове, Лозової. Ввечері вони отримали у підтримку ще 500 солдат зі збільшовиченого 30-го запасного полку, що був гарнізоном у Харкові також сюди підійшов і бронепотяг. Вночі більшість солдат пішли в погоню за ешелонами генерала Каледіна, залишивши на станції панцирний потяг та 18 солдат для охорони. Цим скористались бійці полку ім. Дорошенка — вони силою 200 чоловік зайняли станцію легко вибивши більшовиків, однак більшовики швидко схаменулись і значними силами вдарили по військах УНР, внаслідок чого ті були змушені відступити.
У ході бою з боку УНР були наступні втрати: 2 убиті, 4 поранених, 17 полонених. Більшовики в ході бою втратили 1 убитого, 6 поранених та 7 полонених. Після бою обидві сторони домовились і обміняли між собою полонених.
16 грудня 1917 року війська УНР без бою покинули Лозову і вирушили до Костянтинограду та Синельникового.